# Tên gọi Trung Quốc
Trong suốt quá trình lịch sử phát triển của mình, Trung Quốc có rất nhiều tên gọi khác nhau, kể cả xuất phát từ bên trong lẫn bên ngoài lãnh thổ của nó, và mỗi tên gọi đều có nguồn gốc riêng, có thể rõ ràng hoặc không, và có thể có những cách dùng khác nhau, trong những văn cảnh, thời điểm khác nhau.

## Tên gốc Hán
Tại Trung Quốc ngày nay, tên gọi Trung Quốc thường được dùng để chỉ toàn bộ lãnh thổ Trung Quốc, bao gồm Trung Quốc bản thổ, Mãn Châu, Nội Mông, Tân Cương, Tây Tạng. Ngược lại, Hán thường chỉ nhóm sắc tộc Hán, là dân tộc đông nhất tại Trung Quốc bản thổ, Mãn Châu, và một phần tại ba vùng còn lại. Không có từ nào dành riêng để chỉ Trung Quốc bản thổ, hay lãnh thổ có người Hán sinh sống.
Trung Hoa thì lại là một từ mang tính chất văn chương hơn, có thể dùng thay thế cho Trung Quốc như trong tên gọi chính thức của Cộng hòa Nhân dân Trung Hoa và Trung Hoa Dân Quốc. Đường (唐) cũng được coi như tương đương với Hán đối với người miền Nam Trung Quốc, mặc dù ở góc độ hạn hẹp nó thường chỉ tiếng Quảng Đông hoặc các nhóm ngôn ngữ khác ở miền Nam.

### Trung Quốc

"Trung Quốc" viết theo kiểu phồn thể

"Trung Quốc" viết theo kiểu giản thể là 中国, còn kiểu phồn thể là 中國. Nếu chiết tự thì 中 là một trục cắt giữa một hình chữ nhật, biểu thị "ở giữa"; 國 thuộc bộ "vi" (囗) để chỉ một lãnh thổ có bao bọc, chữ nhất 一 là một bức tường, và chữ qua 戈 là một lưỡi "qua"; nôm na là "vùng đất ở giữa"; nghĩa bóng là "quốc gia ở dưới gầm trời" ("thiên hạ"), ý nói Trung Quốc là trung tâm thế giới và có sức mạnh văn hóa và quân sự hơn hẳn các nước chung quanh.
Tuy nhiên, trong suốt lịch sử Trung Quốc, tên gọi này không được dùng một cách thống nhất, nó mang một số ý nghĩa văn hóa và chính trị tích cực lẫn tiêu cực, thậm chí còn có tính sô vanh, và các quốc gia thuộc lịch sử Trung Quốc thì ban đầu không được gọi là "Trung Quốc". Vào thời Xuân Thu, nó chỉ được dùng để chỉ các quốc gia kế thừa từ nhà Tây Chu, ở lưu vực sông Hoàng Hà, để phân biệt với các nước như Sở và Tần. Do vậy, "Trung Quốc" là định nghĩa thể hiện trung tâm thế giới và sự khác biệt về văn hóa và chính trị với các nước xung quanh; một khái niệm tiếp tục tồn tại đến thời nhà Thanh, mặc dù liên tục được định nghĩa lại khi thế lực chính trị trung ương bành trướng lãnh thổ ra xung quanh, và khi văn hóa của nó đồng hóa các ảnh hưởng ngoại lai.
"Trung Quốc" cũng nhanh chóng chiếm các vùng đất phía nam vượt qua các con sông lớn bao gồm Dương Tử Giang và Châu Giang (珠江), thành một thực thể văn hóa và chính trị (có lẽ không hợp lý khi gọi nó là một "nước" hay "quốc gia" theo nghĩa hiện đại); và đến thời nhà Đường nó còn thâu tóm cả các chế độ "dã man" như Tiên Ti và Hung Nô. Ngày nay CHNDTH quản lý Nội Mông Cổ, Tân Cương và Tây Tạng, còn THDQ hiện nay quản lý Đài Loan, các khu vực này cũng được coi là một bộ phận không thể tách khỏi của "Trung Quốc", mặc dù việc chấp nhận hay phản đối vẫn còn là vấn đề chính trị gây tranh cãi, đặc biệt khi Trung Quốc đồng nghĩa với CHNDTH.
Vương Nhĩ Mẫn (王爾敏), nhà sử học của Viện Hán Học đã tìm ra năm nghĩa của chữ 中國 trong các văn tự cổ từ thời nhà Hán trở về trước, theo đó "Trung Quốc" có ba nghĩa rõ rệt nhất là:
1. Khu vực bao quanh thành phố chính, hay kinh thành. Kinh Thi định nghĩa rất minh bạch khái niệm này.
2. Vùng đất dưới sự kiểm soát trực tiếp của nhà cầm quyền trung ương. Sử Ký có ghi: "Có tám ngọn núi nổi tiếng trong đế chế. Ba ngọn thuộc về các rợ Man và Di. Năm ngọn nằm ở "Trung Quốc"."
3. Khu vực ngày nay gọi là Bình nguyên Hoa Bắc. Tam Quốc Chí có ghi lại câu sau: "Nếu chúng ta có thể dẫn được quân Ngô và Việt (粵 và/hoặc 越) (thuộc khu vực phía nam Giang Tô và bắc Chiết Giang) để đối đầu với "Trung Quốc", thì chúng ta nên sớm cắt đứt quan hệ với họ." Theo nghĩa này thì nó đồng nghĩa với vùng đất của người Hoa (華) hay Hạ (夏) (hay Hoa Hạ).

Hai nghĩa còn lại là: nước nằm ở giữa; các nước vai ngang nhau, để chỉ các nước thời Chiến Quốc.
Vào thời các nước phân tranh sau khi nhà Hán sụp đổ, tên gọi "Trung Quốc" thay đổi ý nghĩa khi các sắc dân du mục ở biên giới phía bắc trỗi dậy và chiếm được lưu vực sông Hoàng Hà, cái nôi của văn minh Trung Quốc. Chẳng hạn như người Tiên Ti gọi chế độ Bắc Ngụy của họ là "Trung Quốc", để phân biệt với Nam Triều, mà họ gọi là "Di" (夷), nghĩa là "mọi rợ". Nam Triều, về phía họ, sau khi tách khỏi phía bắc thì gọi Bắc Ngụy là "Lỗ" (虏), nghĩa là "tội phạm" hay "tù binh". Theo nghĩa này "Trung Quốc" được dùng để thể hiện tính hợp pháp chính trị. Nó được các triều đại tranh giành nhau là Liêu, Tấn và Tống dùng theo nghĩa này từ thế kỷ thứ X trở đi. Tên gọi "Trung Quốc" từ đó cũng được dùng để chỉ một thực thể địa lý, văn hóa và chính trị mà không nói đến nguồn gốc sắc tộc nữa.
Trung Hoa Dân Quốc thời Tôn Trung Sơn (THDQ) và Cộng hòa Nhân dân Trung Hoa (CHNDTH), khi quản lý đại lục Trung Hoa, đều sử dụng tên gọi "Trung Quốc" như là một thực thể tồn tại trên lý thuyết để chỉ tất cả các vùng đất và con người nằm trong (kể cả bên ngoài) tầm kiểm soát chính trị của nó. Trung Hoa Dân quốc thời Tưởng Giới Thạch sau năm 1949 thường dùng từ "Trung Quốc" là để chỉ THDQ thời Tôn Trung Sơn bao gồm cả Đại lục và quần đảo Đài Loan, Hải Nam và gọi "Đài Loan" là để nói riêng về đảo quốc này). Ngày nay CHNDTH chính thức công nhận có 56 dân tộc và gọi chung là "Trung Quốc nhân" (中國人), tức "người Trung Quốc". Và lịch sử của các dân tộc này hợp chung lại gọi là lịch sử "Trung Quốc".

### Trung Hoa
Trung Hoa (中華/中华; bính âm: Zhōnghuá; bính âm thông dụng: Jhonghuá; nghĩa là "màu mỡ, tinh hoa trung tâm") ban đầu để chỉ mảnh đất giàu văn hóa Hà Nam. Ngày nay, Trung Hoa chỉ dùng trong một số từ kết hợp (v.d., 中华文化 "văn hóa Trung Quốc") hoặc thể hiện ý nghĩa văn chương, bóng bẩy, mang ý nghĩa tích cực, trong khi Trung Quốc, thì có sắc thái trung lập hơn.
- Tiếng Nhật: Chūka (中華; ちゅうか)
- Tiếng Triều Tiên: Junghwa, Chunghwa (중화; 中華)
- Tiếng Indonesia: Tionghua (giọng Mân Nam địa phương)

Người Trung Hoa ở hải ngoại thường được gọi là Hoa kiều (華僑/华侨; nghĩa là "người Hoa ở nhờ"), hay Hoa duệ (華裔/华裔; nghĩa là "dòng dõi người Hoa").

### Chấn Đán
Chấn Đán 震旦: dịch âm tiếng Phạn "cina", ngày xưa Ấn Độ gọi Trung Quốc.

### Hoa Hạ
Tên gọi Hoa Hạ hay Hoa Giạ (华夏 pinyin: huáxià) là kết hợp của hai chữ: 
- Hoa nghĩa là tinh hoa, màu mỡ, thịnh vượng.
- Hạ/Giạ có thể có nghĩa nhà Hạ hoặc "to lớn", "ở giữa nước".

Tên gọi này được sử dụng rộng rãi để chỉ châu thổ Hoàng Hà, tương đương với "Trung Quốc", trước khi tên gọi Hán trở thành phổ biến.

### Đại Lục
Đại Lục (大陸; bính âm: dàlù), nghĩa là "cõi đất liền lớn", tức "lục địa". Tên gọi này thường chỉ Trung Quốc đại lục trong văn cảnh chính trị; Đại Lục thường không tính đến vùng đất Hồng Kông, Ma Cao, và Đài Loan. Người đảo Hải Nam cũng gọi Trung Quốc ở đất liền là Đại Lục. Sách báo tiếng Việt còn gọi là Hoa Lục.

### Thần Châu
Thần Châu (tiếng Trung: 神州; bính âm: Shénzhōu) có nghĩa là "đất nước thần thánh". Tên này được sử dụng cho Chương trình Thần Châu, chương trình không gian có người điều khiển của Cộng hòa Nhân dân Trung Hoa.

## Tên các triều đại

### Nhà Tần
Thống nhất 7 nước từ năm 221 TCN đến 206 TCN thì đầu hàng Lưu Bang. Là hoàng triều đầu tiên của Trung Hoa.

### Nhà Hán
Triều đại kế tục nhà Tần (221 TCN - 207 TCN), và được tiếp nối bởi thời kỳ Tam Quốc (220-280), cuối cùng chấm dứt dưới sự cai trị của nhà Tấn

### Nhà Thanh
Triều đại nhà Thanh sử dụng "Trung Quốc" để giao tiếp với nước ngoài và ký nhiều văn bản chính thức.